# 洪江偉
洪江偉（1986年3月12日—），生於印度尼西亚廖內省峇眼亞比，是印尼的一位華語和印尼语雙語主播及節目主持人，印尼大愛電視的新聞主播、記者。

## 生平
印尼第四代華人，祖籍福建省同安縣（今廈門市），熱愛中華文化。印尼華語主播、主持人、節目製作人、專業配音員、曾參與印尼電影「Mooncake Stories」幕後華語文指導工作。2018年起，成為印尼中文台代表參加在中國廣西省南寧電視台製作的「春天的旋律‧跨國春晚」擔任印尼語及華語主持人，將印尼文化介紹給全世界。 2019年起，每逢週六負責台北大愛二台12.00午間新聞《二台午餐會》印尼連線主播。
畢業於印尼慈育大學電腦系，曾赴臺灣深造傳播業、新聞製作、節目主持等專業。自2007年開始加入印尼大愛電視，這是印尼首家傳播中華文化、真善美的電視台。洪江偉在大愛電視擔任華語新聞主播、記者、新聞專體記者及節目製作人。目前在印尼大愛電視主持大愛與您分享和亞洲大愛溫情華語節目。 
每逢星期六和星期日傍晚18.00 時間，就能看到他以流利的華語播報華語新聞。帶動印尼中華文化的發展。

## 主持節目
- 大愛與您分享
- 亞洲大愛溫情

## 外部連結
- 洪江偉管訪粉絲網
  （页面存档备份，存于）

## 來源
1. ↑  . www.nntv.cn.   [2021-06-18]. （原始内容存档于2021-06-24）.
2. ↑  . gx.people.com.cn.   [2021-06-18]. （原始内容存档于2021-06-24）.
3. ↑  . Tribunnews.com.   [2021-06-18]. （原始内容存档于2021-06-28） （印度尼西亚语）.
4. ↑  . indonews. 2021-01-27  [2021-06-18]. （原始内容存档于2021-06-28）.
5. ↑  . www.youtube.com.   [2021-06-18]. （原始内容存档于2021-06-28）.
6. ↑  ,   [2021-06-18], （原始内容存档于2021-06-28） （印度尼西亚语）
7. ↑  ,   [2021-06-18], （原始内容存档于2021-06-29） （印度尼西亚语）